# Nitocrella spinulosa
Nitocrella spinulosa is een eenoogkreeftjessoort uit de familie van de Ameiridae. De wetenschappelijke naam van de soort is voor het eerst geldig gepubliceerd in 1991 door Apostolov.